# Hildur Guðnadóttir
Hildur Ingveldar Guðnadóttir (wym. [ˈhɪltʏr ˈkvʏðnaˌtouʰtɪr̥]ⓘ, ur. 4 września 1982 w Reykjavíku) – islandzka kompozytorka, wiolonczelistka. Laureatka Oscara za muzykę do filmu Joker. Koncertowała i nagrywała z zespołami takimi jak Pan Sonic, Throbbing Gristle, Múm i Stórsveit Nix Noltes, a także Animal Collective i Sunn O))). Ma w swoim dorobku także utwory solowe.
Hildur zyskała międzynarodowe uznanie dzięki swoim filmowym i telewizyjnym kompozycjom muzycznym, które można usłyszeć między innymi w thrillerze akcji Sicario 2: Soldado (2018), miniserialu dramatycznym HBO Czarnobyl (2019), za który otrzymała nagrodę Primetime Emmy oraz nagrodę Grammy 2020, i thrillerze psychologicznym Joker (2019), który przyniósł jej nagrodę Złotego Globu za najlepszą muzykę. Hildur była pierwszą kompozytorką, która wygrała w tej kategorii. Była również nominowana do Oscara za najlepszą muzykę filmową. Jest pierwszą od 1997 roku kompozytorką, która zdobyła statuetkę Oscara w tej kategorii.

## Biografia
Hildur urodziła się w 1982 w Reykjaviku na Islandii. Pochodzi z rodziny muzyków – jej ojciec Guðni Franzson jest kompozytorem, klarnecistą i nauczycielem. Jej matka, Ingveldur Guðrún Ólafsdóttir, jest śpiewaczką operową, natomiast jej braćmi są Gunnar Örn Tynes z zespołu Múm i Þórarinn Guðnason z zespołu Agent Fresco.  Hildur zaczęła grać na wiolonczeli w wieku pięciu lat, a swój pierwszy poważny koncert zagrała w wieku 10 lat u boku swojej matki w restauracji.  Uczęszczała do Akademii Muzycznej w Reykjaviku, a następnie studiowała kompozycję i teorię muzyki (w tym nowe media) na Islandzkiej Akademii Sztuk Pięknych i berlińskiej Akademie der Künste.
Hildur mieszka w Berlinie wraz ze swoim synem. Współpracowała z islandzkim kompozytorem filmowym Jóhannem Jóhannssonem.

## Kariera
W 2006 r. Hildur wydała solowy album pod nazwą Lost In Hildurness (Mount A), w który próbowała „zaangażować innych ludzi w tak małym stopniu, jakim tylko mogła”. Nagrano go w Nowym Jorku i w Hólar na północy Islandii. W 2009 roku ukazała się jej druga solowa płyta, Without Sinking, wydana we współpracy z brytyjską wytwórnią audiowizualną Touch.
Oprócz gry na wiolonczeli i halldorofonie, Hildur śpiewa i aranżuje muzykę chóralną organizując chór na występy zespołu Throbbing Gristle w Austrii i Londynie. Jako kompozytor napisała muzykę do sztuki Sumardagur („Letni dzień”) wykonanej w Islandzkim Teatrze Narodowym. Jest także autorką muzyki do duńskiego filmu Kapringen (A Hijacking) (2012), filmu Gartha Davisa Maria Magdalena (we współpracy z Jóhannem Jóhannssonem), Sicario 2: Soldado Stefano Sollimy (2018) i miniserialu Czarnobyl z 2019 roku. W swoim dorobku ma również kompozycję muzyczną do filmu Joker z 2019 r. z Joaquinem Phoenixem i Robertem de Niro w rolach głównych i w reżyserii Todda Phillipsa, za który zdobyła nagrodę Premio Soundtrack Stars na 76. Międzynarodowym Festiwalu Filmowym w Wenecji i Złoty Glob za najlepszą muzykę stając się tym samym pierwszą kompozytorką, która zdobyła tę nagrodę. Jest autorką muzyki do gry Battlefield 2042.

## Odznaczenia
W 2020 roku otrzymała krzyż kawalerski Orderu Sokoła Islandzkiego.